# Štefanov
Štefanov je obec na Slovensku v okrese Senica. Žije zde přibližně 1 600 obyvatel. V obci stojí neogotický kostel sv. Kataríny z roku 1937.

## Poloha a charakteristika
Obec Štefanov se nachází na styku Chvojnické pahorkatiny s Borskou nížinou. Podle klimaticko-geografického členění patří do teplé klimatické oblasti. Povrch obce je pahorkatinný, jen v jižní části, na nivě řeky Myjava, je rovinatý. V katastru obce je nadmořská výška mezi 170 – 300 m n. m. Střed obce je ve výšce 205 m n. m. Obcí protéká Štefanovský potok. Území katastru obce je většinou zemědělsky využívané, z malé části zalesněné akátovým lesem.

## Dějiny obce
První zmínka o vzniku obce se váže k vojenské události v roce 1092. Král Ladislav I. se pochvalně vyjádřil o jejích udatných bojovnících - křesťanech pokřtěných Cyrilem a Metodějem.
Název obce se v průběhu dějin měnil. Obec se nazývala Chepan, Chepanous, Štěpánov nebo Stepanov. V roce 1241 obec zničili Mongolové a v roce 1585 byla zasažena požárem. V 16. století se rozšířilo pěstování vinné révy a v 17. století včelařství. Zhruba v polovině 18. století zde začal chov ovcí na vlnu.
V minulosti se v obci těžily suroviny, např. ropa, lignit a metan. V současnosti je obec známá výrobou hasicích přístrojů.